# Made in England (Atomic Rooster)
Made in England è il quarto album in studio del gruppo rock britannico Atomic Rooster, pubblicato nel 1972.

## Tracce
Side 1
1. Time Take My Life – 6:01
2. Stand by Me – 3:47
3. Little Bit of Inner Air – 2:39
4. Don't Know What Went Wrong – 4:00
5. Never to Lose – 3:17

Side 2
1. Introduction – 0:26
2. Breathless – 4:51
3. Space Cowboy – 3:20
4. People You Can't Trust – 3:53
5. All in Satan's Name – 4:44
6. Close Your Eyes – 3:49

## Formazione
- Chris Farlowe – voce
- Vincent Crane – organo Hammond, piano, sintetizzatore
- Steve Bolton – chitarre
- Ric Parnell – batteria, percussioni, voce in Little Bit of Inner Air

## Altri musicisti
- Bill Smith – basso in Stand by Me
- Doris Troy & Liza Strike – cori in Standy by Me e People You Can't Trust